# 長坂駅
長坂駅（ながさかえき）は、山梨県北杜市長坂町長坂上条にある、東日本旅客鉄道（JR東日本）中央本線の駅である。駅番号はCO 50。標高740 mに位置する。

## 概要
開業時からスイッチバック構造を持つ駅であり、1966年（昭和41年）の複線化後は折り返し線を上下本線間に持つ巻き込み式構造の配線となった。この構造は行き違う列車同士が互いの進路を妨げ難い理想的な形態で、日本では唯一のものだった。旅客列車のスイッチバック解消後も貨物列車停車のために使用されたが、貨物取り扱いの廃止によりスイッチバックは廃止された。現在、レールは旧折り返し線と旧駅構内本線寄りの一部に残り、保守用車の留置に使用されている。
急行「アルプス」の一部が停車していたことを継承し、「アルプス」の全面特急化後も「あずさ」の上り朝1本、下り夜1本が停車していたが、2017年（平成29年）3月4日のダイヤ改正により停車取り止めとなり、現在は普通列車のみが停車している。
非電化時代、下り列車の機関車に対する給水は日野春駅で行われていたが、水田に大量の水が必要となる田植え時期には機関車用水の確保がたびたび困難になったため、長坂駅構内に官舎飲用水の余りを揚水する水槽を設置し、下り列車停止位置付近に設けた給水柱により、日野春給水所渇水の場合などに使用しうる予備給水所としての役割を果たしていた。
北杜市の代表駅とされているが、特急列車は隣の小淵沢駅に停車する。

## 歴史
- 1918年（大正7年）12月11日：鉄道院の中央本線の新駅として開業。旅客および貨物の取扱を開始[6]。
- 1937年（昭和12年）2月1日：折り返し線で列車脱線事故が発生。死者2名・負傷者10名[7]。
- 1949年（昭和24年）6月1日：日本国有鉄道に移管[8]。
- 1966年（昭和41年）3月25日：本線複線化。ただし、スイッチバックおよび構内配線は従前を継承。
- 1971年（昭和46年）9月28日：旅客列車のスイッチバックを廃止し、本線勾配上のホーム運用を開始。なお、貨物列車は旧ホームでの取り扱いを継続。
- 1972年（昭和47年）2月1日：貨物の取り扱いを廃止[3]。旧ホームの使用を停止。
- 1984年（昭和59年）2月1日：荷物の扱いを廃止[3]。
- 1986年（昭和61年）3月15日：現駅舎が完成[注 1][9]。
- 1987年（昭和62年）4月1日：国鉄分割民営化に伴い、東日本旅客鉄道（JR東日本）の駅となる[3][10]。
- 2014年（平成26年）4月1日：ICカード「Suica」の利用が可能となる[11]。東京近郊区間に編入される[11]。
- 2017年（平成29年）
  - 3月3日：みどりの窓口の営業を終了。
  - 3月4日：ダイヤ改正に伴い、特急列車は全列車通過となる[4]。
  - 4月1日：終日無人化[9]。
- 2018年（平成30年）11月23日：長坂駅開業100周年記念イベントを開催。同時に駅名標のリニューアル、跨線橋屋根の改良工事、長坂駅開業100周年記念碑除幕式を実施[12]。
- 2019年（令和元年）5月1日：名誉駅長を配置[13]。

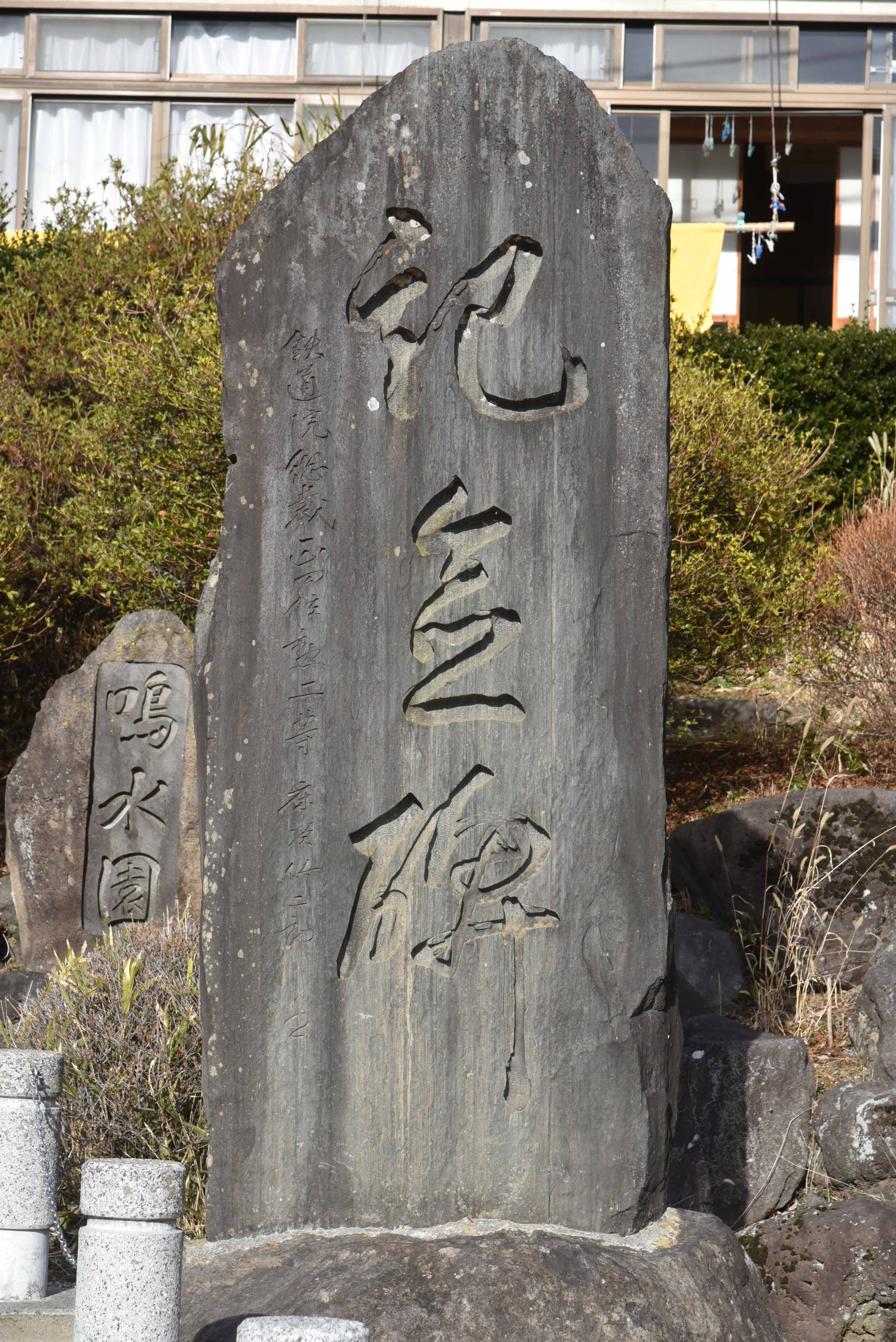
長坂駅開業記念碑
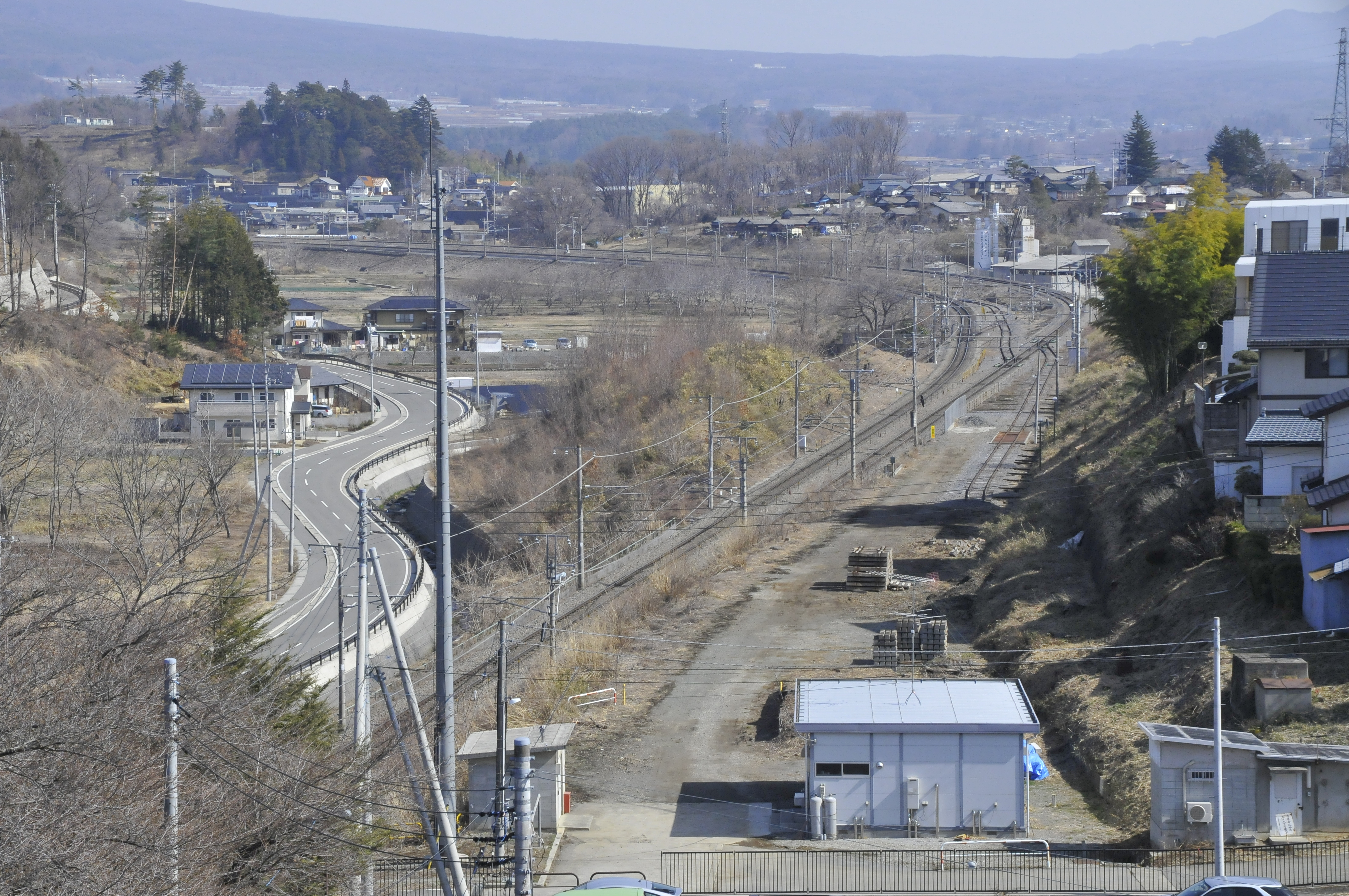
スイッチバック時代のおもかげが残る長坂コミュニティステーション屋上からの俯瞰
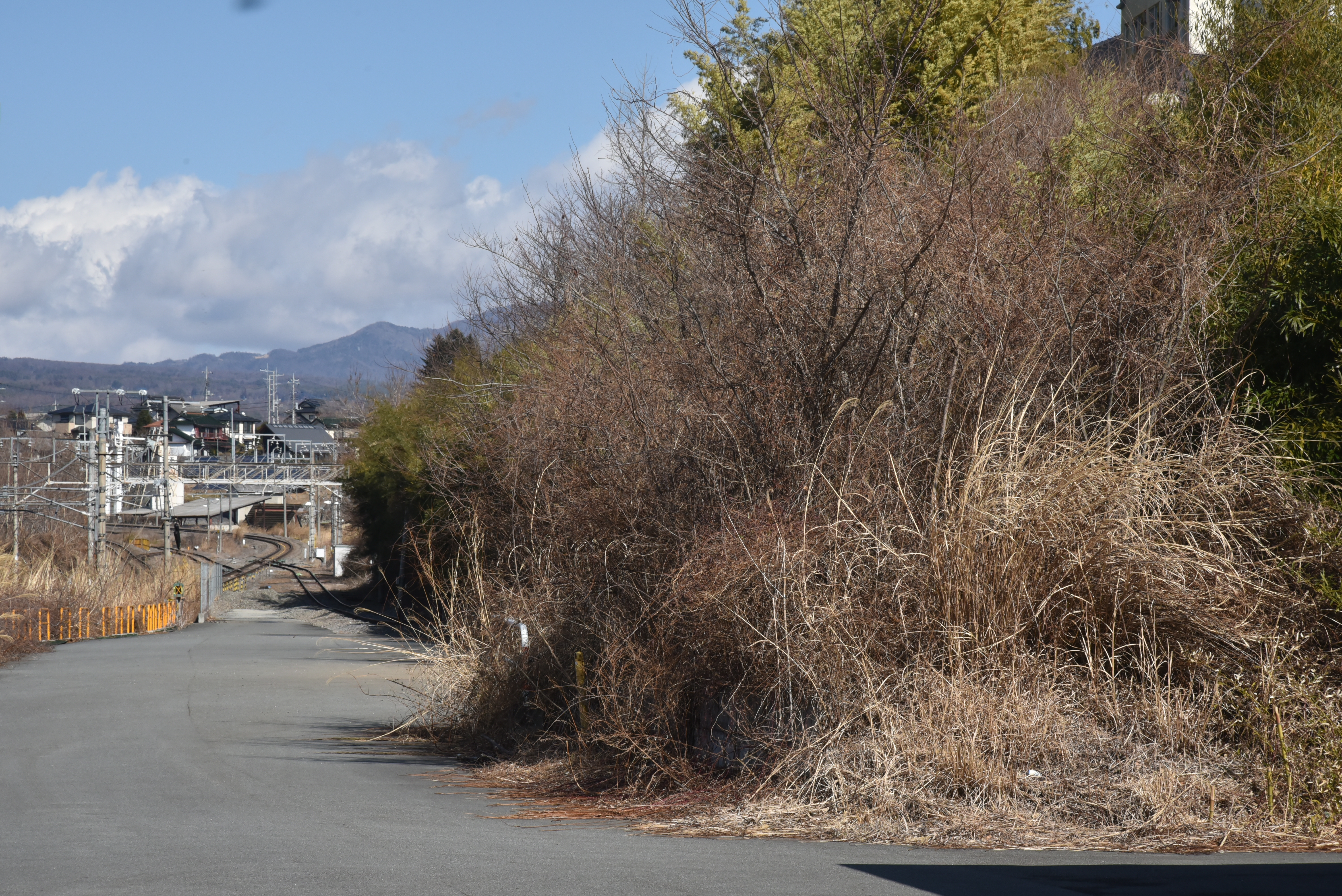
スイッチバック時代の長坂駅ホーム遺構
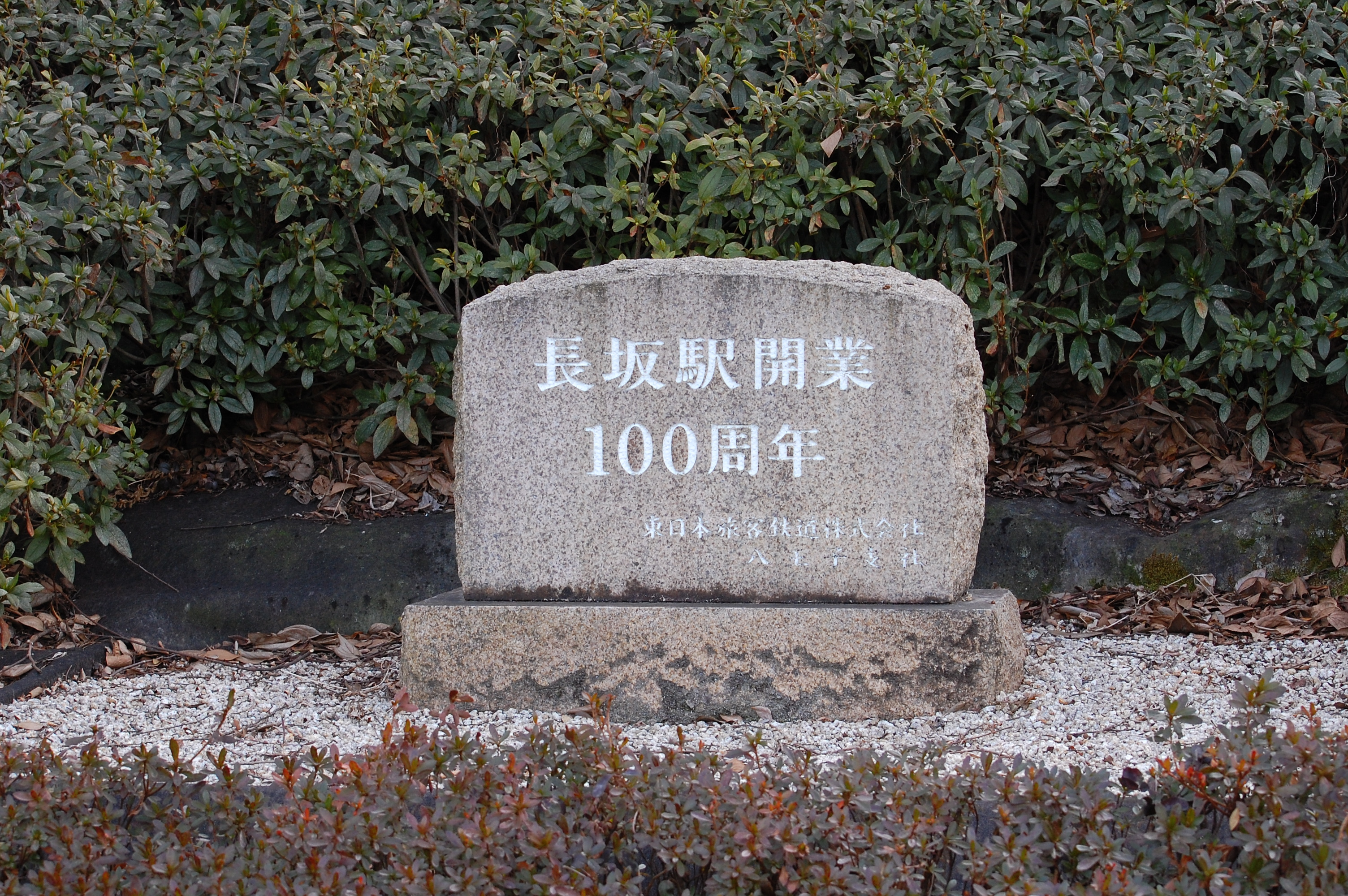
長坂駅開業100周年記念碑

### 長坂駅開業までの経緯
1903年（明治36年）12月21日に中央線の甲府 - 富士見間が開通し、同区間には甲府・竜王・韮崎・日野春・小淵沢・富士見の各駅が設置されたが、日野春駅と小淵沢駅は駅間が13.6 kmあり、八ヶ岳台地の両端に位置することから地理的に交通上の問題を抱えており、地域の産業経済の発展を望む人々は、木材薪炭などの搬出や地域で必要とする物資を搬入できる駅を望んでいた。
1915年（大正4年）12月に日野春 - 小淵沢間への信号場設置が計画されたことを受けて長坂上条区では停車場設置に向けての運動を開始し、1918年（大正7年）12月11日に12時44分着の上り列車を一番列車として開業をむかえた。
長坂駅開設にあたっての地元のねらいは駅を拠点とした地域振興だった。これは日野春駅開設の際に日野春村長を中心として地域の九カ村が誘致を行った目的とまったく同じであり、当時、各村は日野春駅に向かう道路網の整備に多額の経費を投入している時期であったため、日野春村長はもとより、各村長も前に立って鉄道当局に請願することができない立場であり、必然的に長坂上条区の請願委員会が中心となって取り組みが進められることとなった。
駅開業までの運動は以下のとおりである。
- 1915年（大正4年）12月5日：鉄道院甲府運輸事務所の係官が、長坂上条区長の小尾慈学を訪ね、長坂上条地内への信号場設置に向けた測量と用地買収を行う旨を告げ、12月末までに地元の意見集約を依頼[14]。
- 1916年（大正5年）
  - 1月：長坂上条区の総会で停車場設置の請願運動実施を決定[14]。
  - 2月6日：設置請願委員会を設置、委員に元区長・助役・区会議員等16人[15]を選出して関係村長はじめ各方面に署名運動を展開。また、委員の代表が幾度かにわたって上京し、身延町出身の衆議院議員・望月小太郎をつうじて鉄道院の床次竹二郎総裁に駅設置を交渉した[15]。
  - 3月：日野春村長向井定太郎を先頭に有志代表は中部鉄道長野局長に請願書を提出。駅の敷地全部の提供と工費の一部（1,000円）負担の条件で新駅の設置が可能となる。
  - 10月27日：一時金50円を借り入れるとともに請願委員もひとり7円の資金を拠出することとする。駅建築費の一部負担金の捻出は募金によったが、当初は賛同を得るのに困難があり、運動資金にも不足したようであるが、清春村の小尾勘三郎から700円、諏訪郡の製糸家から970円の献金を得るなど、最終的には5,500円余りが集まった[16]。
- 1917年（大正6年）8月26日：日野春村[注 2]議会で区有地である長坂上条区大日向2575番地のうち5,777坪を鉄道院に寄付すること、駅への道路新設のため、同番地のうち1,480坪5合を道路敷とすることを議決。
- 1918年（大正7年）1月25日：日野春村長・向井丈太郎を通じ、鉄道院に土地と工事負担金の納付を完了。駅建設工事が着工される[14]。

### 駅名決定まで
駅舎計画では、新駅は「日野春小淵沢間新停車場」と呼ばれていたが、駅の開業時期を報じた1918年（大正7年）9月24日の峡中日報は「鳥窪駅の開業期」という表現になり、「長坂駅」という表現は12月7日山梨日日新聞の「新設停車場」という記事ではじめて登場している。当時の鉄道院の駅命名方針は、呼びやすいこと、古来からの通称で響きがよいことであり、10月16日峡中日報の「新駅名稱詮議」という記事の中で、「土地の名稱に因めば日野春村の旧長坂大日向に属するをもってこれを捨つる能わず、然れども鉄道の工区関係よりすれば従来鳥窪と稱し今日まで通用し来た事実に微してこの名稱も妥当なるものあり、鉄道院にては今日の方針として駅名は最も呼び易くかつ古来の名稱一般に響きの大なるもの選ばんとする意味もあり、鳥窪は名稱ふるわず、寧ろ辺見駅ないし奥辺見の名稱を附するが徹底的包含的の好名稱ならずやとの論議もあり折角詮議中とのことだ」と報じられていることから、開業2か月前の段階で駅名は未定だったことがうかがわれる。「長坂駅」と決定された経緯については不明である。

### 長坂駅周辺の都市計画
長坂駅の建設が進行していたとき、長坂上条区では開業によって駅前に人戸が集住し、商業が発展することを見通して共有地の有効利用を進めていた。駅前から道路を設け、一戸分の区画を道路の東側は間口4間半奥行15間、西側は間口4間半奥行10間として移住希望者に貸し付けた。貸し付けにあたり設けられた「土地貸付並移住者取扱規定」には、移住申し込みは転籍者を優先する・移住者は村社崇敬の意志として一円以上を奉納するなどの内容が定められた。
同時に制定された「管理人職務規定」では、長坂上条区の管理人が借地人からは毎月借地料を徴収して、その70%を共有金・30%を停車場発展策の経費として保管することを定めたのをはじめ、「共有物件分割規定」の制定も行われるなど計画的なまちづくりが行われた。
委員会による基本的構想は、
- 長坂駅を八ヶ岳南麓の木材・薪炭・繭・農畜産物の一大集散地とする
- 駅前甲府方の運輸関連業者の区域には幅7 m・松本方の商店街区域には幅8 m・延長700 mの道路をつくる[注 4]
- 住民から共益費を集め、共有金と停車場発展策の経費とする

の3点だった。
駅広場から本通りまでの道路は幅15 mが確保されたほか、運輸関連業者の区域には道路の両側に間口7 m・奥行15 - 22 mの敷地49区画と駅構内への貨物搬入路が設けられた。
商店街区域の8 m幅の道路は、県道昇格の際に当時の県道規格基準に合わせて6 m幅に削られ、現在に至っている。残地となった2 m分の用地は、道路側溝整備の際に売却され、整備経費に充てたといわれている。

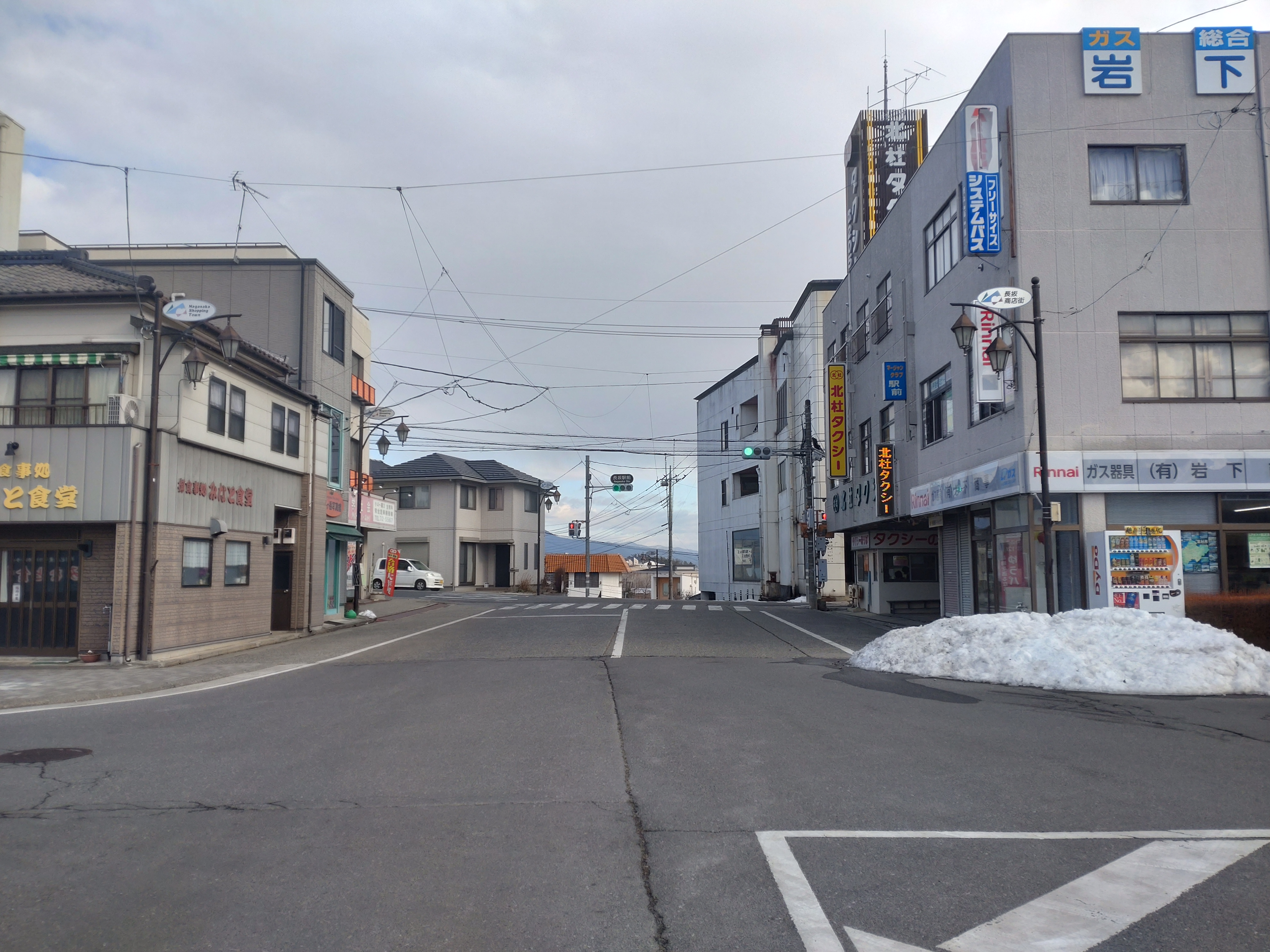
長坂駅前から本通りへの幅員15m道路

### 製糸産業とのかかわり
長坂駅建設費の寄付金額のおよそ3割は、諏訪製糸同盟事務所・丸茂・片倉組・小口組・尾沢組といった長野県諏訪郡の製糸工業関係者によるのものである。これは、山梨県北部からの繭の買い付けと製糸工場の労働力確保に期待してで、中央線は、
- 繭生産地からの繭の輸送
- 横浜港までの生糸の輸送
- 工女をはじめとする労働力の輸送

に必要な交通機関と位置付けられ、春と夏には甲府から製糸工女団体輸送列車が諏訪地方にむけて仕立てられていた。
長坂駅の開業後、駅前旅館は見番の定宿になったのをはじめ、駅前には地元事業家による丸中繭糸市場と丸共繭糸市場が1932年（昭和7年）まで開設された。長坂の取り引き値は高値だという評判から、近隣はもとより遠くは長野県佐久からも繭が集まり、市場への人々によって駅前の商店街も活況を呈することとなった。

## 駅構造
相対式ホーム2面2線を持つ地上駅である。ホームは嵩上げされていない。駅舎および改札は崖上にあり、どちらのホームへ向かうにも下り階段を降りなくてはならない。
小淵沢駅管理の無人駅であるが、駅および駅周辺の美化活動を行うボランティアとして、JR東日本OBに名誉駅長を委嘱している。簡易Suica改札機がある。

### のりば
| 番線 | 路線     | 方向 | 行先                                 |
| ---- | -------- | ---- | ------------------------------------ |
| 1    | 中央本線 | 上り | 甲府・大月・八王子・立川・新宿方面   |
| 2    | 中央本線 | 下り | 小淵沢・上諏訪・塩尻・松本・長野方面 |

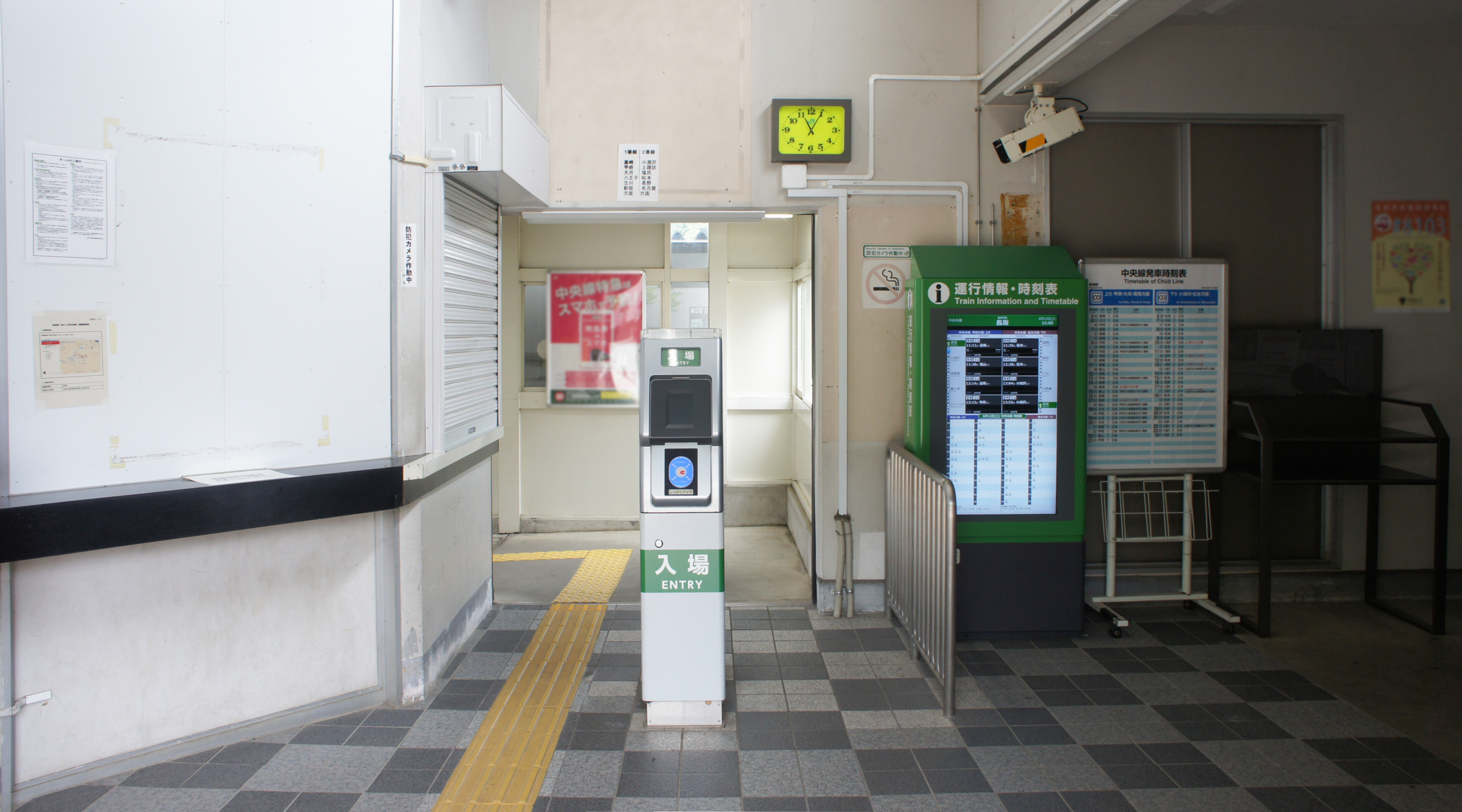
改札口（2021年6月）
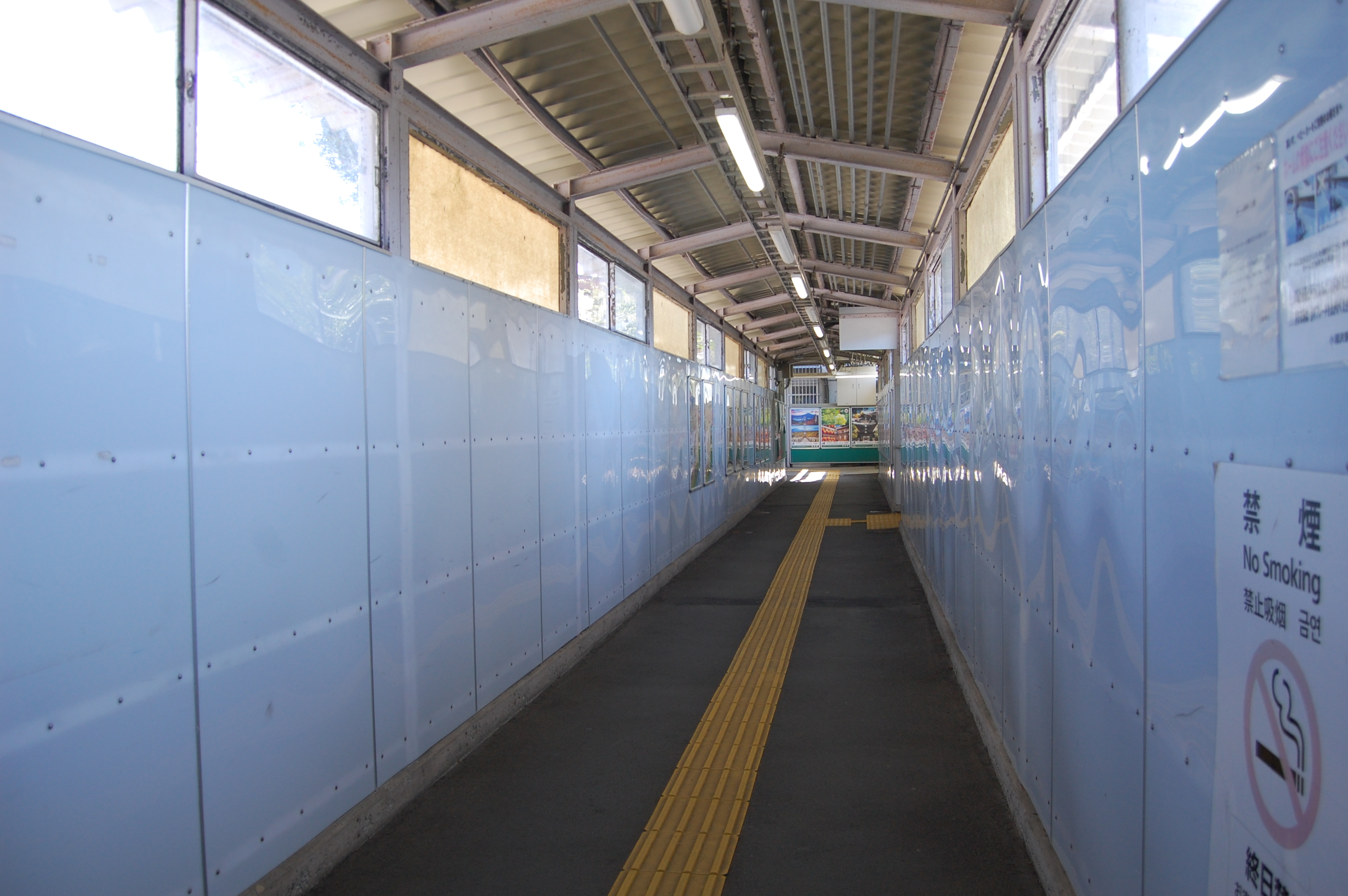
跨線橋（2021年10月）
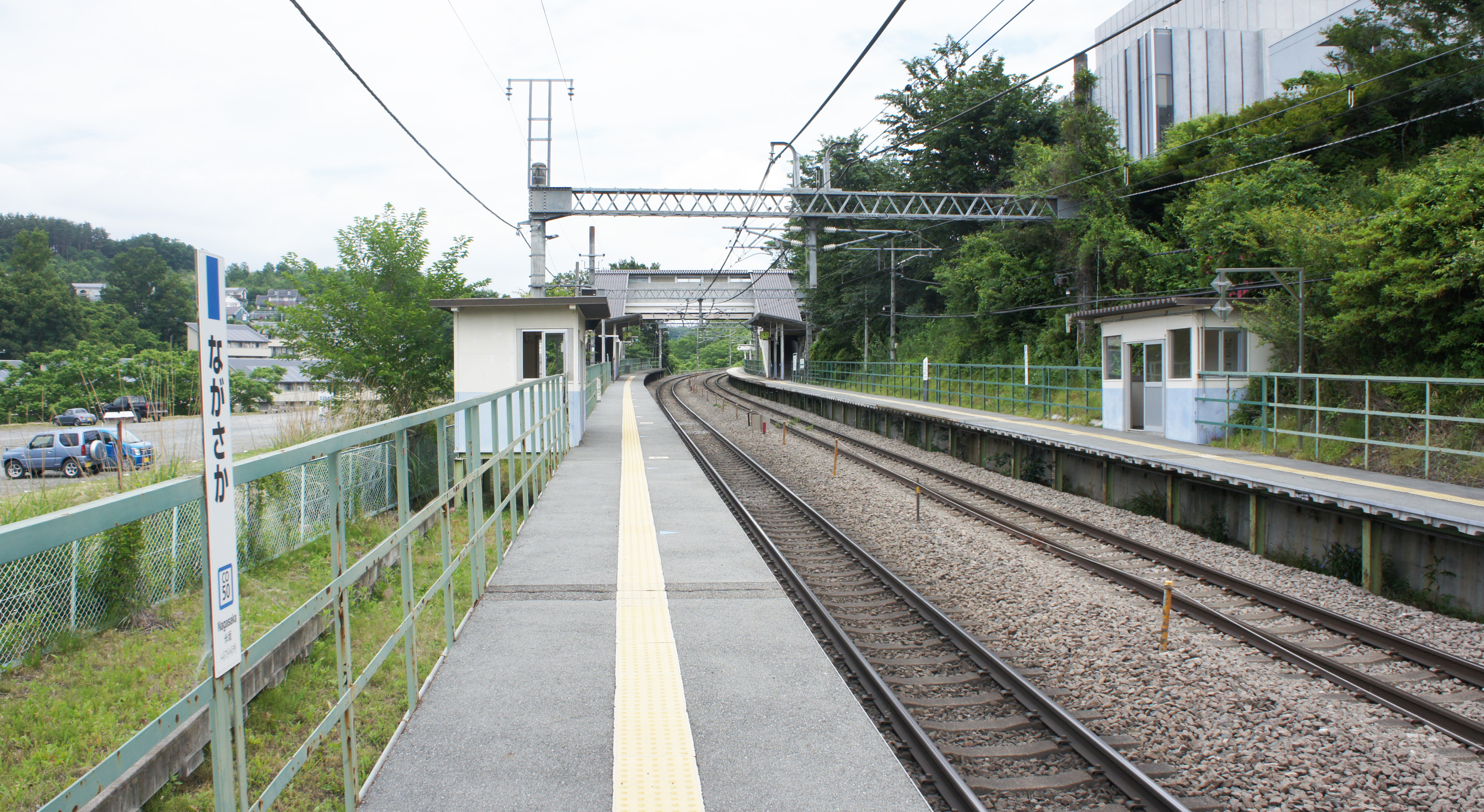
ホーム（2021年6月）

## 利用状況
JR東日本によると、2000年度（平成12年度）- 2015年度（平成27年度）の1日平均乗車人員の推移は以下のとおりであった。
| 1日平均乗車人員推移 | 1日平均乗車人員推移 | 1日平均乗車人員推移 | 1日平均乗車人員推移 | 1日平均乗車人員推移 |
| 年度                | 定期外              | 定期                | 合計                | 出典                |
| ------------------- | ------------------- | ------------------- | ------------------- | ------------------- |
| 2000年（平成12年）  |                     |                     | 1,161               | [ 利用客数 1 ]      |
| 2001年（平成13年）  |                     |                     | 1,140               | [ 利用客数 2 ]      |
| 2002年（平成14年）  |                     |                     | 1,128               | [ 利用客数 3 ]      |
| 2003年（平成15年）  |                     |                     | 1,101               | [ 利用客数 4 ]      |
| 2004年（平成16年）  |                     |                     | 1,104               | [ 利用客数 5 ]      |
| 2005年（平成17年）  |                     |                     | 1,110               | [ 利用客数 6 ]      |
| 2006年（平成18年）  |                     |                     | 1,102               | [ 利用客数 7 ]      |
| 2007年（平成19年）  |                     |                     | 1,090               | [ 利用客数 8 ]      |
| 2008年（平成20年）  |                     |                     | 1,082               | [ 利用客数 9 ]      |
| 2009年（平成21年）  |                     |                     | 1,029               | [ 利用客数 10 ]     |
| 2010年（平成22年）  |                     |                     | 1,001               | [ 利用客数 11 ]     |
| 2011年（平成23年）  |                     |                     | 1,013               | [ 利用客数 12 ]     |
| 2012年（平成24年）  | 252                 | 814                 | 1,066               | [ 利用客数 13 ]     |
| 2013年（平成25年）  | 243                 | 896                 | 1,139               | [ 利用客数 14 ]     |
| 2014年（平成26年）  | 257                 | 847                 | 1,104               | [ 利用客数 15 ]     |
| 2015年（平成27年）  | 263                 | 867                 | 1,131               | [ 利用客数 16 ]     |

## 駅周辺
- 丸政そば長坂店（立ち食いそば・うどん店）
- 北杜市役所長坂総合支所（旧北巨摩郡長坂町役場）
- 北杜市立ながさか図書館
- 清春芸術村
- グリーンヒル八ヶ岳
- 北杜警察署
- 長坂郵便局
- 北杜郵便局
- 山梨中央銀行長坂支店
- 甲府信用金庫長坂支店
- 長坂自動車教習所
- 北杜市立甲陵中学校・高等学校
- 北杜市立長坂中学校
- 北杜市立長坂小学校

## バス路線
「長坂駅」停留所にて、北杜市民バスの路線が発着する。
- 大泉・長坂線：大泉駅甲斐大泉温泉行き、大開上行き、若林行き - 若林行きは平日運転
- 清里・長坂線：清里駅行き
- 小泉・長坂線：小泉駅行き
- 小淵沢・長坂線：スパティオ小淵沢行き
- 南循環線

## 隣の駅
東日本旅客鉄道（JR東日本）
 中央本線
日野春駅 (CO 49) - 長坂駅 (CO 50) - 小淵沢駅 (CO 51)

### 記事本文